# Lesbianisme

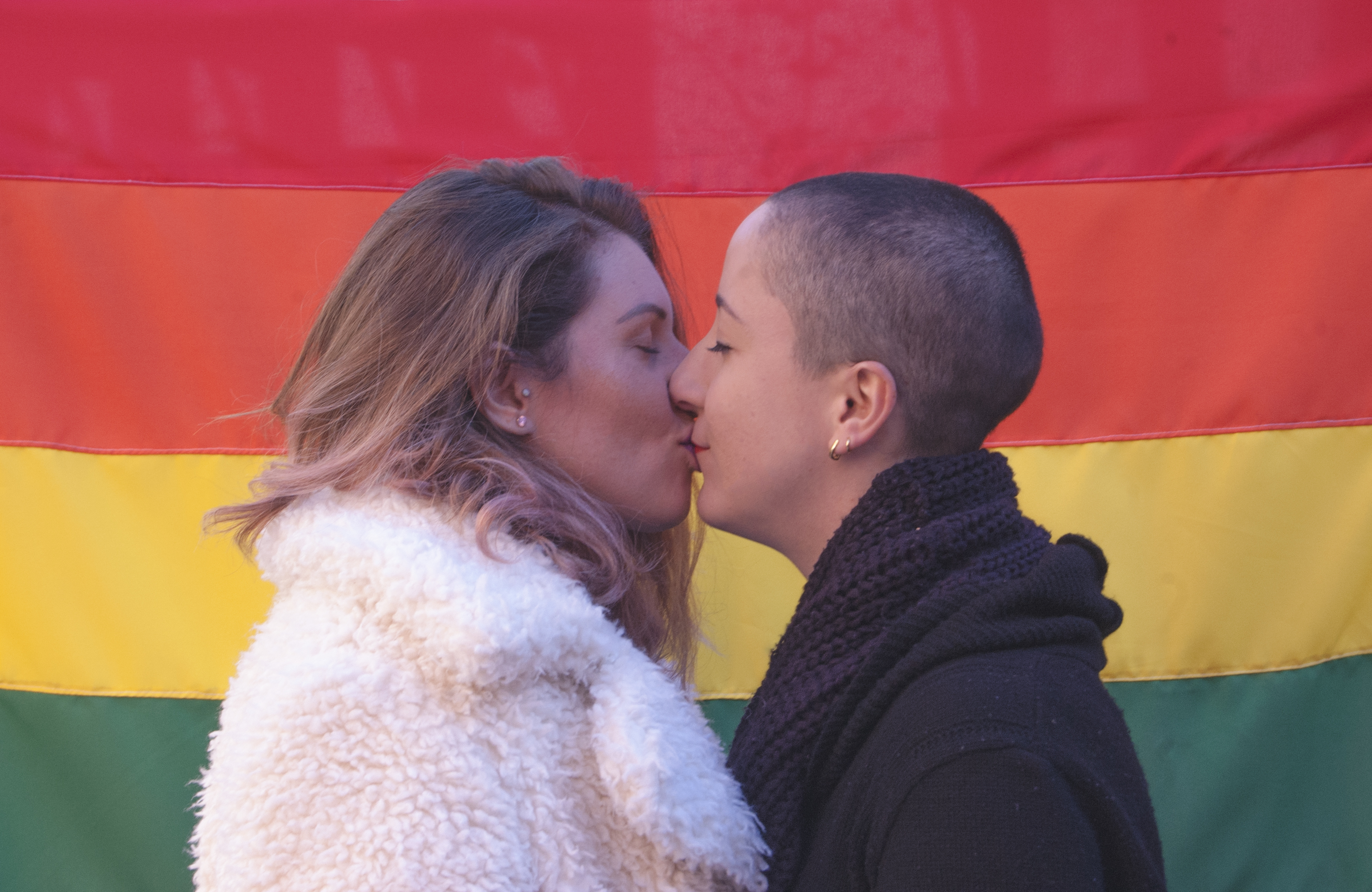
Couple de lesbiennes s'embrassant devant un drapeau de la fierté LGBT. Photographie réalisée dans le cadre d'un événement de l'association Somos.

Le lesbianisme est l'attirance sentimentale et/ou sexuelle entre femmes, personnes non binaires et/ou personnes transmasculines qui se définissent comme de vie sentimentale, sexualité, identité lesbienne. On parle aussi, pour qualifier cette attirance, d'homosexualité féminine ou de saphisme (cependant, les notions peuvent présenter des nuances, et si le lesbianisme est avant tout l'attirance exclusive de l'androphilie, l'homosexualité peut aussi être une pratique ou une identité non exclusive).
Le terme lesbienne est utilisé pour désigner une femme ou dans certains cas une personne non binaire ou trans homosexuelle. Comme adjectif, lesbien est utilisé pour décrire un objet ou une activité relié à l'amour entre lesbiennes ou personnes qui leur sont assimilées.

## Histoire
L'histoire des lesbiennes désigne à la fois l'histoire des personnes de sexe ou genre féminin et de certaines personnes non cis (non binaires et hommes trans) ayant des relations affectives et sexuelles entre elles, mais aussi l'histoire d'une identité sociale et culturelle qui n'est pas réduite à une simple homosexualité féminine.
Évoluant dans des sociétés lesbophobes qui les répriment, les lesbiennes parviennent toutefois à créer et maintenir des lieux et modes de sociabilité, ainsi qu'une culture, en particulier littéraire, propre, ainsi qu'à obtenir dans certains pays le droit de se marier et d'élever des enfants ainsi qu'à participer à l'émancipation politique de toutes les femmes.

## Identités lesbiennes

### Autonomination

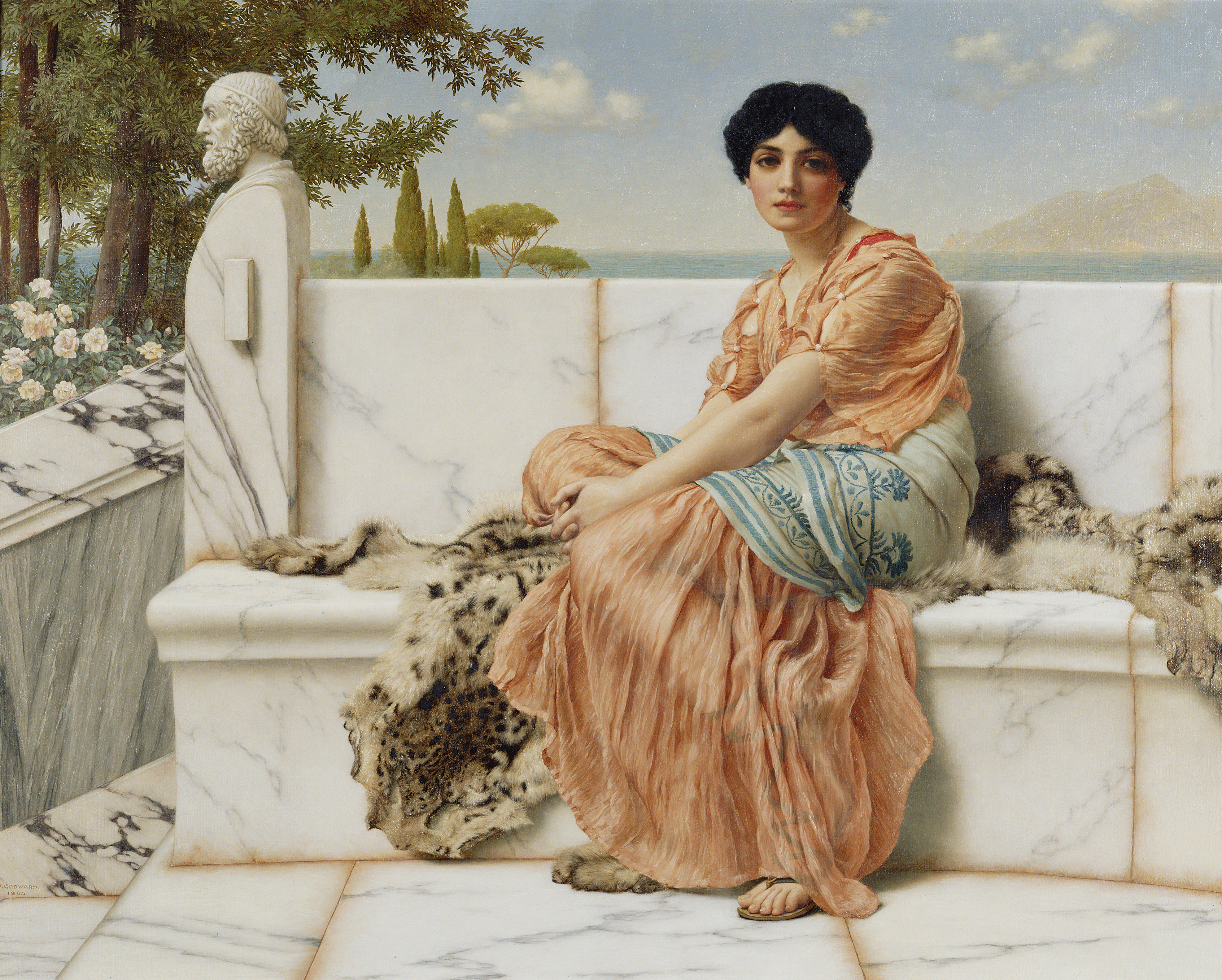
In the Days of Sappho, peinture de John William Godward, 1904. Le nom de cette poétesse, Sappho, et l'île dont elle est originaire, Lesbos, sont à l'origine de l'emploi des termes « saphisme » pour parler de l'attirance entre femmes, et « lesbienne », pour désigner les femmes homosexuelles.

L'autonomination, ou coming-in, correspond à la démarche où une jeune fille ou une femme « se dit et se révèle socialement lesbienne ». Si en 1979, la chercheuse en psychologie Vivienne C. Cass propose un modèle en six étapes de l'acceptation de son identité homosexuelle : la confusion, la comparaison, la tolérance, l'acceptation, la fierté et la synthèse, la sociologue lesbienne Natacha Chetcuti-Osorovitz met en lumière en 2014, que pour les lesbiennes, la première étape s'accompagne d'un changement de signification du mot « lesbienne » : d'une signification « imprécise, invisibilité voir stigmatisante », le terme se colore finalement d'associations concrètes et positives, riche d'une communauté et d'une culture partagée. De plus, elle relève que de nombreuses lesbiennes commencent à se dire bisexuelles car elles perçoivent cette identité comme plus consensuelle.
Parfois, d'autres termes sont préférées à lesbienne : ainsi, dans les années 2010 en France, le terme « gouine » peut être préféré, et ceci dans une perspective post-structuraliste inspirée de Judith Butler, où le retournement de l'insulte est une manière de remettre en cause la norme hétérosexuelle. En Espagne, le terme sáfico (« saphique »), adjectif issu de la poétesse Sappho, est utilisé pour le Cercle saphique de Madrid.
Le processus d'autonomination peut être plus complexe pour les lesbiennes trans : en effet, beaucoup d'entre elles n'arrivent pas à se projeter dans une relation avec une femme avant leur transition, se croyant alors à tort des hommes homosexuels avant de réaliser que ce qu'elles refusaient n'était pas d'être avec une femme, mais d'être un homme dans une relation hétérosexuelle.

### Périmètre
Si l'inclusion des hommes trans dans le lesbianisme divise fortement, d'autres identités sont compatibles avec l'identité lesbienne, même si elles ne rentrent pas stricto sensu dans la définition de « femmes qui ont des relations sexuelles et romantique uniquement avec des femmes » : c'est le cas des lesbiennes non-binaires, asexuelles et aromantiques qui sont des personnes qui ne se considèrent pas comme des hommes et qui sont attirées par d'autres personnes qui ne se considèrent pas comme des hommes.

### Identités

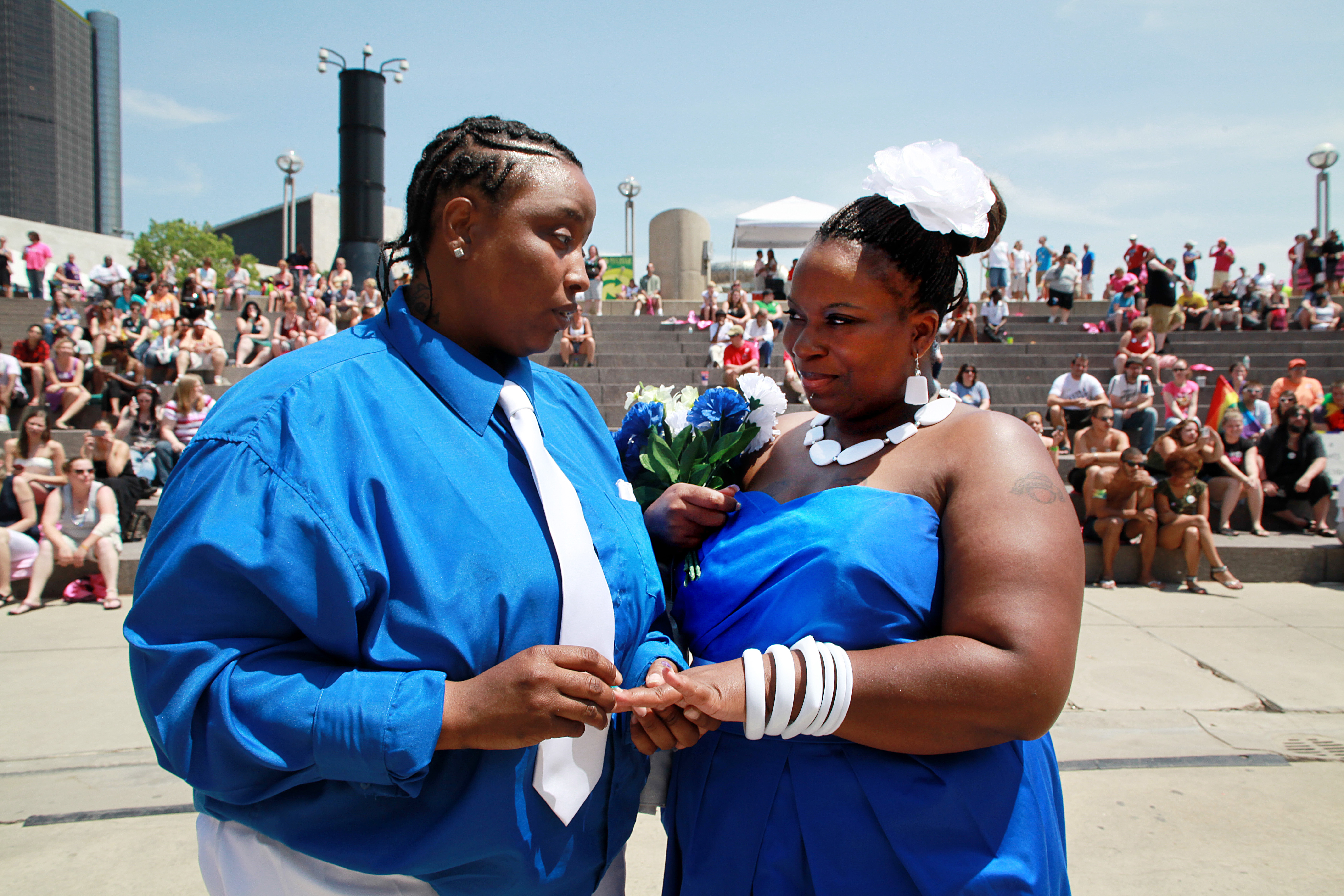
L'identité stud est spécifique aux lesbiennes noires et a émergé dans la communauté LGBT afro-américaine.

Il existe de nombreuses identités lesbiennes, définies par des modes de vie ou positionnements de genre.
L'une des plus anciennes est la lesbienne masculine, dont la dénomination varie suivant les époques et les cultures : jules, virago, stud (excusivement pour une femme noire),, stem ou butch, qui est le terme le plus utilisé au XXIe siècle. Cette identité a plusieurs sous-identités, telles que la « jules-pas-touche » ou « stone butch blues ». D'autres identités sont basées sur le genre, telles que la garçonne / l'androgyne et aussi la lesbienne ou bisexuelle fem.

### Symboles
L'un des premiers drapeaux spécifiquement lesbiens, celui basé sur le labrys, est créé en 1999 par Sean Campbell et publié en 2000 dans le Gay and Lesbian Times (en),. Il s'agit d'un labrys posé sur un triangle noir sur fond violet : le labrys est une référence aux Amazones et était déjà utilisé comme symbole du féminisme lesbien dans les années 1970 ; le triangle noir correspond, dans le code couleur des camps de concentration de l'Allemagne nazie, aux « asociales », qui correspondent notamment aux lesbiennes, ; quant au violet, c'est la redécouverte des poèmes de Sappho qui associe cette couleur aux lesbiennes.
Deux drapeaux semblables, composés de sept bandes de couleur avec une bande centrale blanche, sont créés au XXIe siècle ; le premier, comportant six nuances de rouge et rose, est peu utilisé ; en 2018, Emily Gwen en propose une nouvelle version, en nuances de rose et orange : l'orange sombre correspond à la non-conformité de genre, l'orange à l'indépendance, l'orange clair à la communauté, le blanc aux relations uniques à la féminité, le rose clair à la sérénité et la paix, le rose à l'amour et la sexualité, et le rose foncé à la féminité , une troisième version, à cinq bandes, dérive de celle d'Emily Gwen.

Différents drapeaux lesbiens aux marches des fiertés
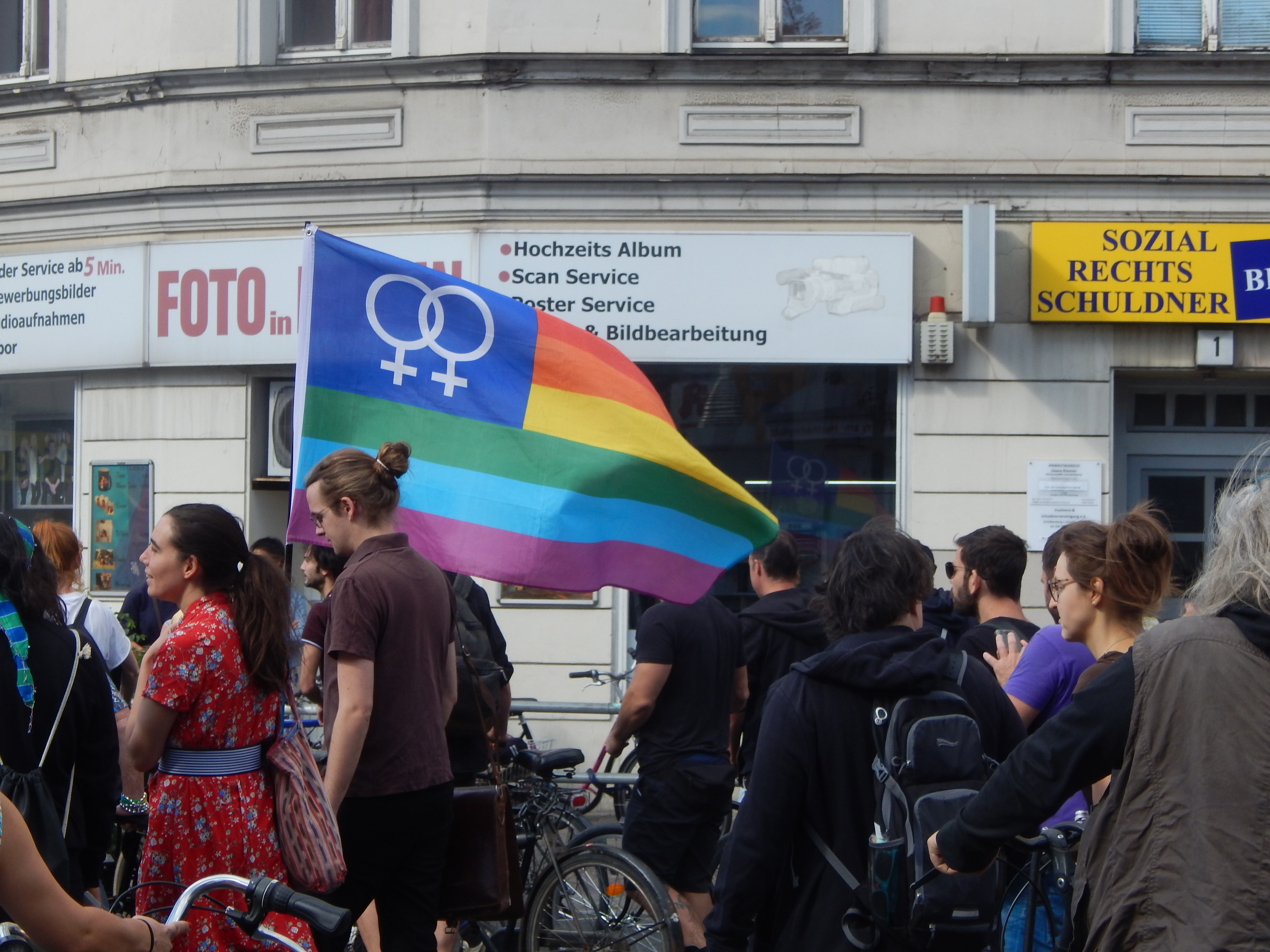
Drapeau LGBT sur lequel s'ajoutent les symboles de Vénus entrelacés, Berlin, 2018.
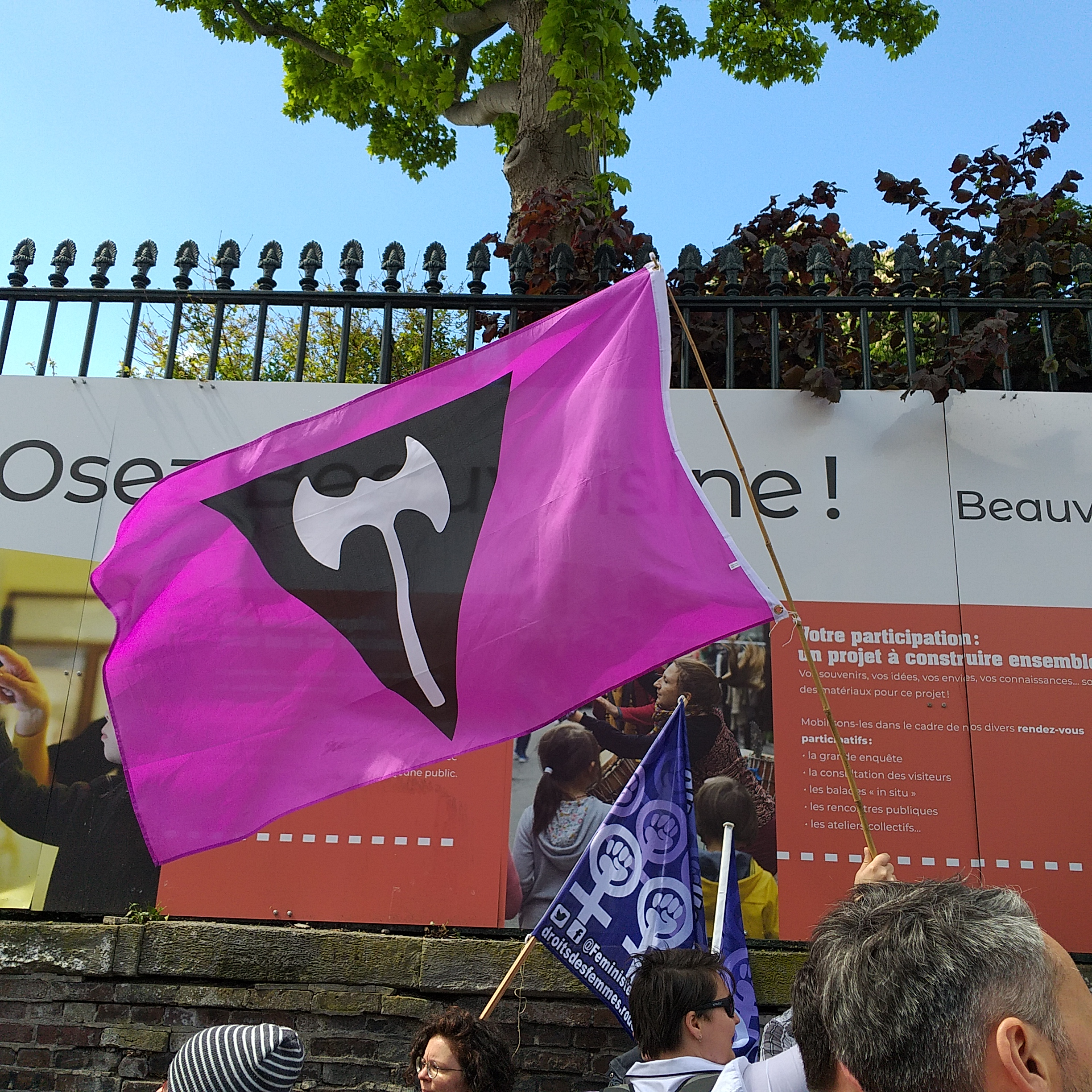
Drapeau avec le labrys, marche des fiertés de Rouen, 2019.
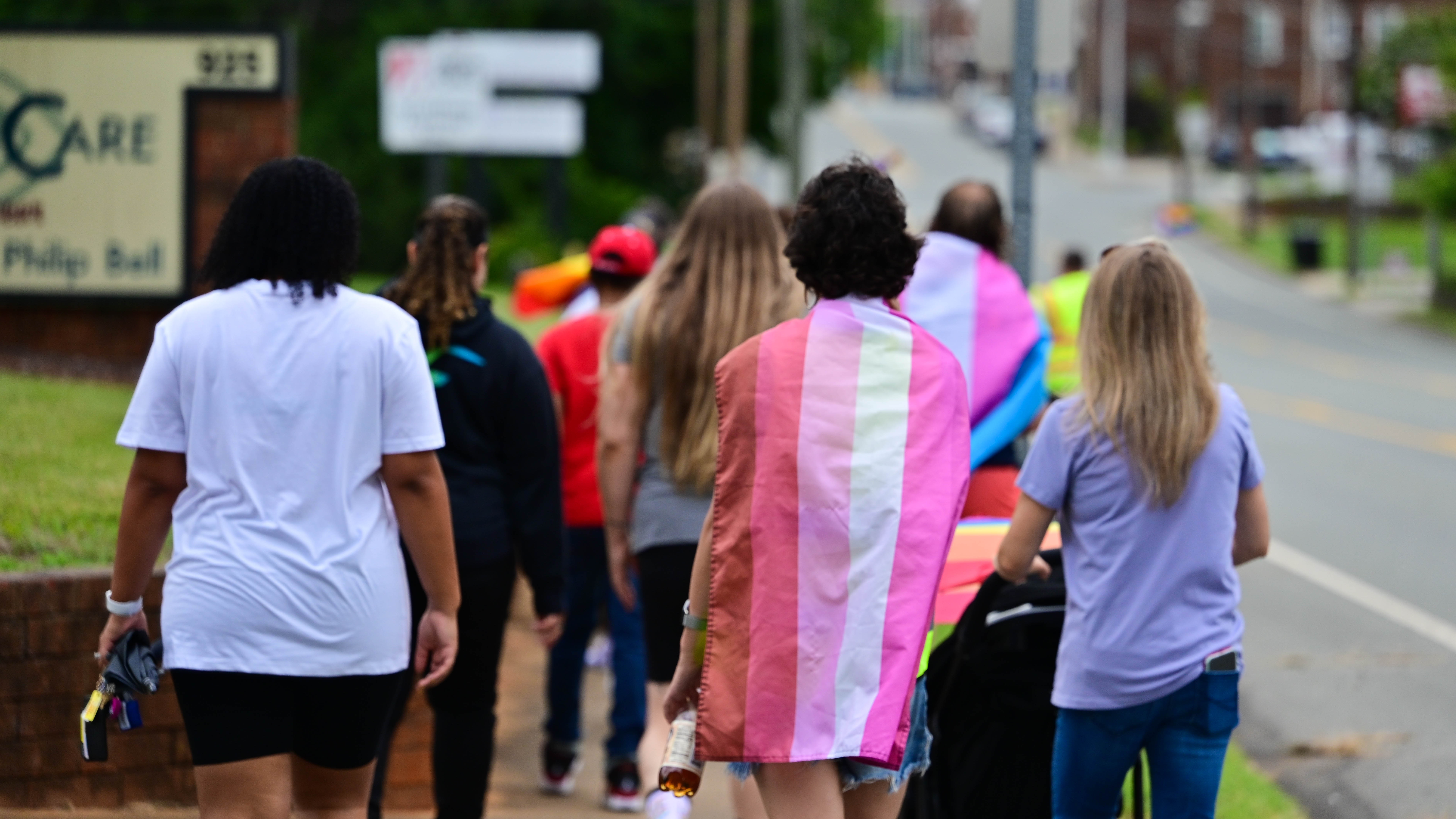
Drapeau lesbien, marche des fiertés de Burlington, juin 2021.
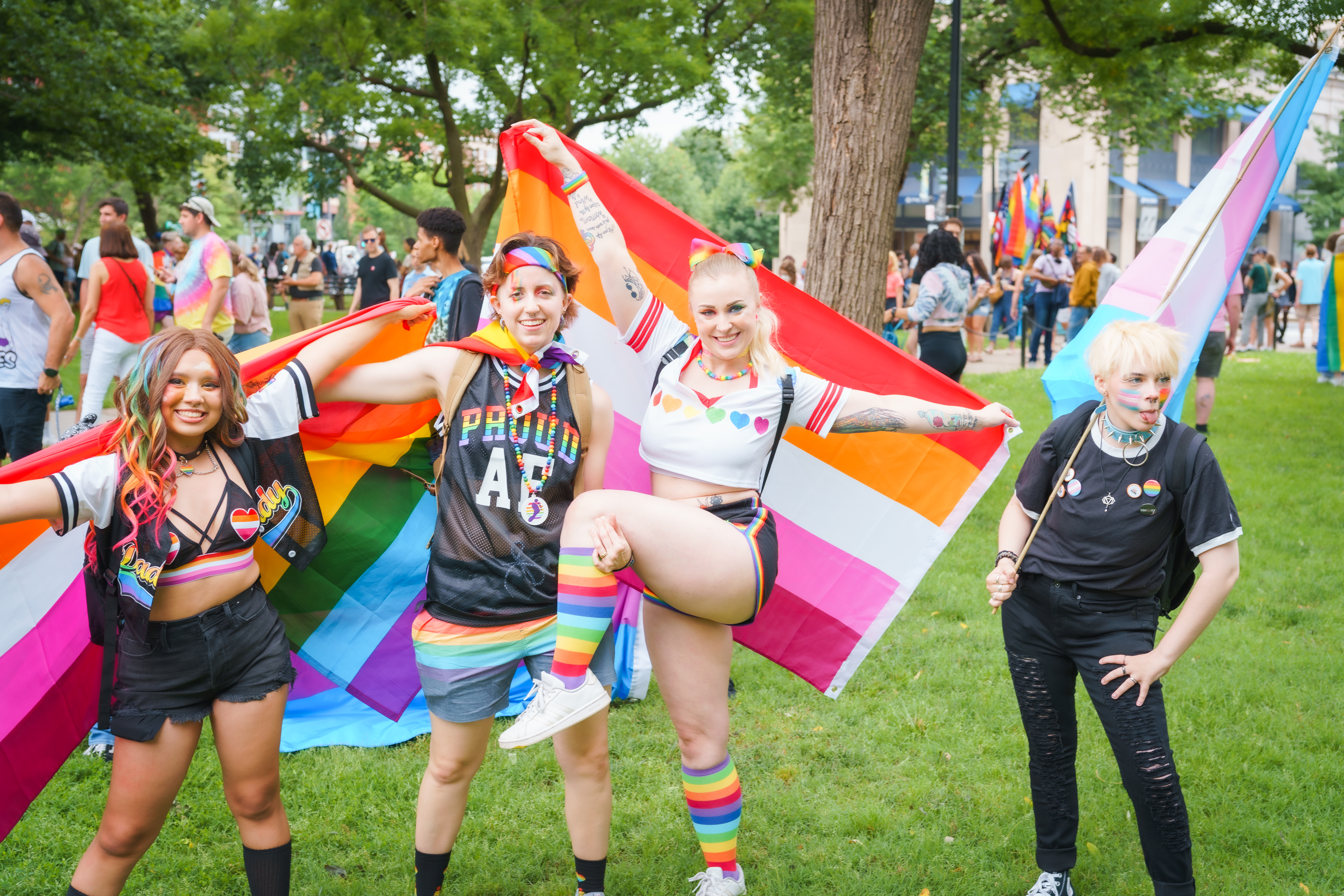
Drapeau lesbien, marche des fiertés de Washington, 2021.

## Démographie
L'évaluation du pourcentage de femmes étant lesbiennes varie fortement d'un pays à l'autre et, au sein des différentes classes d'âges dans un pays donné. En particulier, entre un tiers et la moitié des femmes ayant eu des désirs ou des relations envers d'autres femmes considèrent être lesbienne ou bisexuelle, avec une répartition autour de 40 % de lesbiennes et 60 % de bisexuelles, ce qui donne 1,5 % des femmes américaines ayant une identité lesbienne.

### Identités de genre
Dans une enquête réalisée en 2019 en Europe par l'International Lesbian, Gay, Bisexual, Trans and Intersex Association (ILGA), les personnes s'identifiant lesbiennes sont à 89 % des femmes, à 7 % des personnes non binaires et à 0,5 % des hommes trans. La question de savoir s'il est possible d'être à la fois lesbienne et homme trans, ou lesbienne et relationnant avec un homme trans, fait toutefois l'objet de vifs débats au sein des communautés lesbiennes : une très grande partie estime que « homme » et « lesbienne » sont mutuellement exclusifs, tandis que l'autre insiste sur la porosité et la complexité des identités entre « lesbienne butch », « personne transmaculine » et « homme trans » pour refuser de tracer une frontière étanche.
Les personnes non binaires, de sexe féminin assigné ou non, peuvent s'identifier à la fois à une identité de genre non féminine ou non exclusivement féminine et au lesbianisme en tant qu'une attirance sexuelle et/ou sentimentale pour des femmes, dans certains cas d'autres personnes non binaires. Les personnes non binaires, y compris attirées par des personnes de sexe ou genre féminin (gynophilie, gynésexualité), peuvent aussi se définir hors de la sexualité, vie sentimentale ou identité dite lesbienne non binaire, notamment lorsque la société tend à leur assigner sur la base d'une sexuation une telle identité qu'elles peuvent juger normative et réductrice, et parce que la personne non binaire gynophile, assignée par la société à la féminité, peut considérer pour son cas personnel que l'identité de lesbienne la renverrait à une identité de femme.

### Pyramide des âges
L'enquête de 2019 en Europe révèle une sur-représentation de l'identité lesbienne parmi les personnes âgées de 34 à 45 ans et une sous-représentation chez celles de moins de 24 ans ou de plus de 55 ans.

#### Lesbiennes âgées
Cette sous-représentation parmi les plus de 55 ans est aussi liée à une différence sociologiques, où les anciennes générations ont plus tendance à cacher leur lesbianisme. Les difficultés que rencontrent les lesbiennes vieillissantes sont aggravées par rapport aux autres femmes âgées ; en particulier, la rupture familiale ou amicale liée à la lesbophobie les rendent plus susceptibles de subir de l'isolement social, mais aussi d'avoir des revenus plus faibles. Des études pointent au contraire la position ambivalente des lesbiennes âgées, avançant l'idée que subir des discriminations permet le développement de certaines compétences sociales qui les rendent mieux armées à vivre les nombreux deuils associés à la vieillesse,,. L'absence d'adhésion à des normes hétéronormatives rend aussi plus facile l'adaptation à la perte de leur conjointe, en particulier concernant la réalisation de tâches ménagères ou d'entretien de leur foyer.
L'un des éléments principaux de la socialité lesbienne âgée est que le système de support sur lequel elles peuvent s'appuyer est, au début du XXIe siècle, essentiellement composé d'autres lesbiennes, et parfois d'autres femmes ; elles ne sont que peu aidées par leurs amis hommes ou leur famille.

### Catégories socio-professionnelles
Si les lesbiennes n'ont pas de profil socio-professionnel spécifique en Europe, celles qui sont le plus marginalisées, c'est-à-dire les lesbiennes handicapées, intersexes, trans, issue d’une minorité ethnique et/ou migrantes sont plus souvent précaires ou sans domicile. Toutefois, si le taux de salariat est le même chez les lesbiennes que dans le reste de la population, celles-ci sont plus souvent dans des emplois à temps partiel ou à durée déterminée.

## Vie quotidienne

### Placard
- Jamais: 18% (18 %)
- Rarement: 21% (21 %)
- Souvent: 29% (29 %)
- Toujours: 32% (32 %)

Les lesbiennes vivent plus souvent ouvertement leur identité que les autres personnes LGBTQI, en particulier les bisexuelles.

### Conjugalité
La sociologue de la famille Céline Costechareire relève que le couple lesbien en tant que tel est peu l'objet d'études, les universitaires se focalisant sur la lesboparentalité, les conséquences de la lesbophobie juridique, ou plus rarement les violences conjugales.
Dans son enquête réalisée en 2008 en France, elle a mis en évidence deux profils de conjugalité lesbienne. Le premier, composé de lesbiennes de moins de 25 ans, fréquente assidûment le milieu lesbien, accorde une place centrale au lesbianisme dans leur identité personnelle, dans un contexte de rejet de leur homosexualité par leur entourage professionnel ou familial : celles-ci forment des couples qui durent peu de temps et avec un engagement faible. Le second correspond à des lesbiennes un peu plus âgées, mais dont l'entourage accepte mieux leur lesbianisme et pour qui il est un élément plus secondaire d'elles-mêmes : celles-ci ont des couples plus longs et à l'engagement plus prononcé.
En raison de l'invisibilisation des lesbiennes et de la contrainte à l'hétérosexualité, le coming in lesbien est tardif et retarde aussi l'entrée dans une relation lesbienne stable, qui se situe en moyenne autour de 30-35 ans.
Natacha Chetcuti-Osorovitz note, dans son étude de 2010 des lesbiennes françaises, la centralité de l'exclusivité sexuelle, explicitement négociée au sein des couples. Cela place les couples lesbiens dans une position unique, différente des couples gays, où l'exclusivité sexuelle est minoritaire, et des couples hétérosexuels, où l'exclusivité n'est pas explicitement discutée mais un attendu implicite. Cette exclusivité, couplée à la relative faible durée des couples (huit à dix ans en moyenne), fait de la monogamie sérielle, entrecoupée parfois de périodes de polyamour, le mode conjugal majoritaire des lesbiennes.
Le positionnement politique influe le rapport à l'exclusivité, plus souvent remis en cause par celles fortement impliquées dans la culture lesbienne, féministe et libertaire, et qui trouvent que la monogamie est une hétéronorme et pratiquent plutôt l'anarchie relationnelle. Dans ce cadre, les partenaires sexuelles ne sont pas là uniquement pour assouvir un désir, mais font aussi parties d'un réseau de solidarité et de sociabilité.
La cohabitation est très fréquente pour les couples, en raison notamment de contraintes financières.

### Maternité

#### Devenir mères

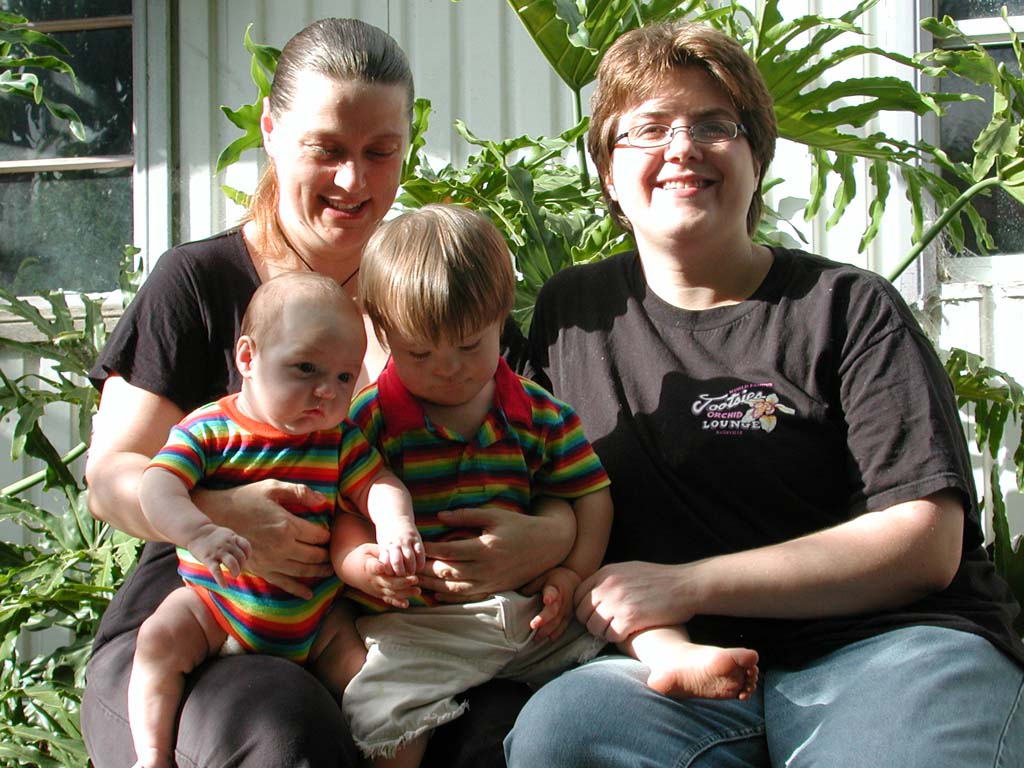
Famille lesbienne de Wellington en 2004.

Les conditions juridiques et sociales de la lesboparentalité diffèrent fortement entre les pays. Dans les pays ou aux époques de fort contexte lesbophobe et homophobe, des mères ont perdu la garde de leurs enfants lorsque, après leur divorce, elles formaient des couples lesbiens. L'association lesbienne de San Francisco Daughters of Bilitis, fondée en 1955, a ainsi dans ses premières missions l'aide aux lesbiennes pour la garde de leurs enfants. La possibilité pour un couple de femmes d'être toutes deux parentes légales d'un ou plusieurs enfants arrive à la fin des années 1970, dans l'état de New York ainsi qu'en Californie.
Plusieurs modalités de maternité lesbienne existent : pour tous les couples lesbiens, il y a la famille recomposée, où les enfants d'une précédente union hétérosexuelle sont adoptés par la nouvelle conjointe, l'adoption directement en tant que couple, et la coparentalité pensée dès le départ avec une autre personne ou un autre couple, généralement un couple d'hommes gays ; pour les couples de lesbiennes cis le don de sperme qu'il soit artisanal ou par procréation médicalement assistée (PMA) ; pour les couples entre une femme trans et une femme cis, la reproduction sexuelle ou la PMA avec du sperme de donneur ou conservé pré-transition ; enfin, pour les couples de femmes trans, le recours à la gestation pour autrui.
Les conditions de PMA diffèrent entre les pays, en particulier sur l'anonymat ou pas du donneur, la possibilité pour une femme trans d'utiliser son sperme lors du projet de maternité, ou l'autorisation d'une PMA croisée ou ROPA, c'est-à-dire qu'une femme donne un ovocyte tandis que sa conjointe effectue sa grossesse.
Des recherches portent sur la possibilité de deux femmes cis d'être toutes deux la mère biologique d'un enfant,,. D'autres portent sur la possibilité pour une femme trans d'effectuer une grossesse, en créant volontairement une grossesse extra-utérine délivrée par césarienne, mais les risques posés pour la santé de la mère et de l'enfant rendent peu crédibles sa faisabilité : en revanche, la possibilité de réaliser une transplantation d'utérus pourrait devenir une réalité.
Le militantisme pour l'ouverture du droit au mariage homosexuel est notamment motivé par les discriminations à la parentalité subies par les personnes queers et notamment lesbiennes : en effet, le mariage est souvent une condition nécessaire à la possibilité d'adopter en couple ou d'adopter l'enfant de sa conjointe, conçu leur d'une précédente union ou par don de sperme : de la possibilité de se marier découle ainsi un meilleur accès à la parentalité`.
Outre la possibilité légale, les conditions matérielles d'accès (temps passé en liste d'attente pour adopter ou recevoir un don de gamète, remboursement ou non des procédures médicales) peut grandement varier d'un pays à l'autre, mais aussi être l'objet de pratiques discriminatoires entre les familles homoparentales et les autres ; ainsi, ce n'est que depuis 2001 et à la suite de la plainte d'un couple de femmes, que le Canada inscrit le nom des deux parents sur le certificat de naissance d'un enfant né par don du sperme : jusqu'alors, le nom du parent non-biologique n'était inscrit que s'il était un homme.

#### Parentalité
Les familles lesboparentales rencontrent des difficultés particulières dans leur quotidien, liées à la lesbophobie et à la sous-reconnaissance des filiations sans lien biologique : ainsi, en France, seuls 30 % des parents d'une femme lesbienne mère non-biologique s'impliquent dans un rôle de grand-parent.
Les lesbiennes européennes sont plus souvent dans une situation où elles élèvent des enfants avec lesquels elles ne partagent pas de lien biologique ou même légal que le reste de la population.
La parentalité implique des modes de vie différents des lesbiennes sans enfant : en effet, en France, les mères vivent plus souvent dans le même département que leur parent que les autres lesbiennes, et elles vivent plus souvent dans des régions où l'immobilier est moins cher, préférant ainsi la grande couronne parisienne à Paris intra-muros.

#### Représentations de la lesboparentalité

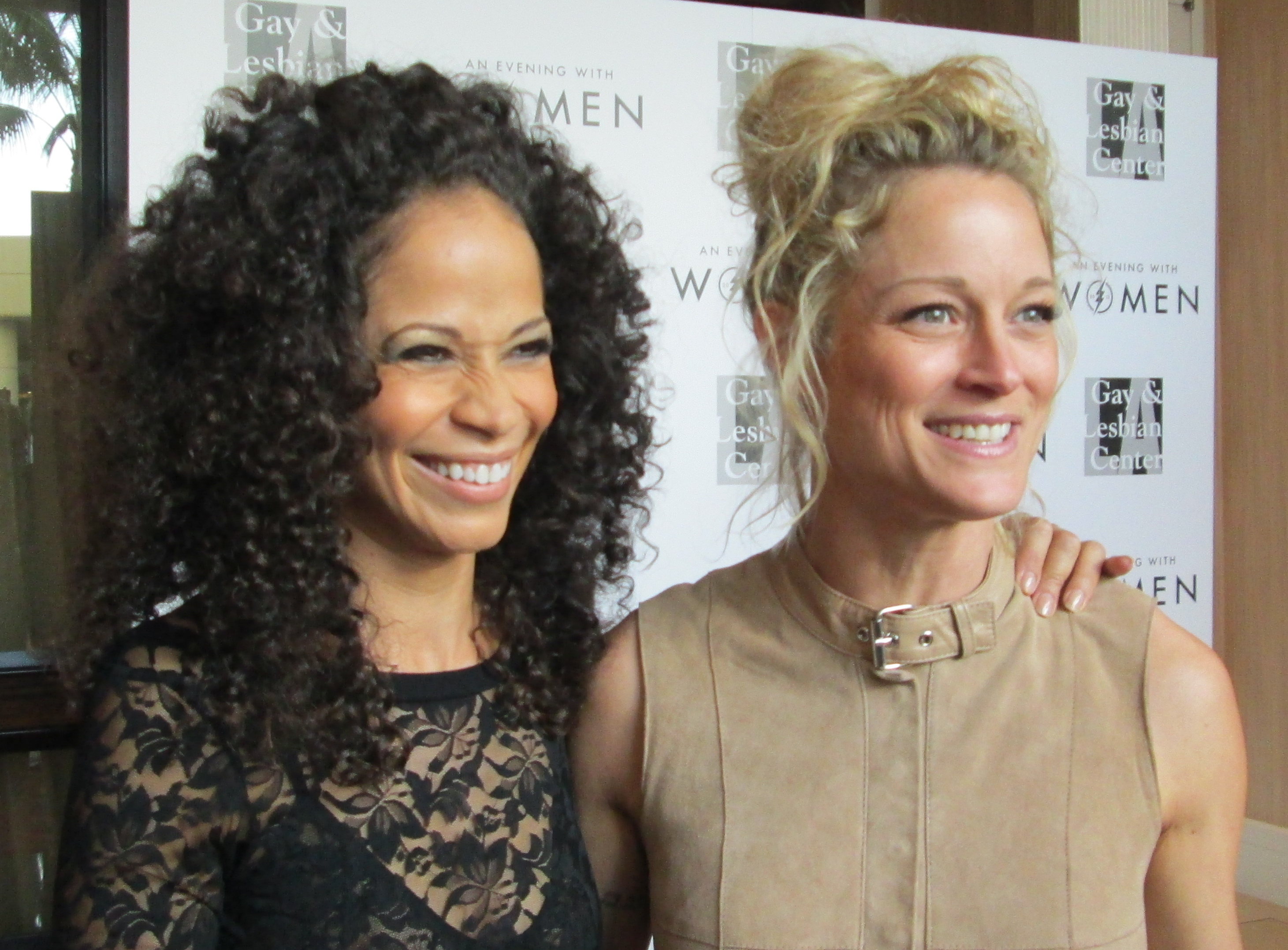
Sherri Saum et Teri Polo, actrices principales de The Foster.

L'une des premières représentations de famille lesboparentale dans la littérature jeunesse est l’œuvre de Lesléa Newman (en), Heather Has Two Mommies, publiée en 1989.
Le téléfilm franco-belge  Tous les papas ne font pas pipi debout (1998) met en scène un couple de lesbiennes dont le petit garçon veut connaître son géniteur. On retrouve une intrigue proche dans le film américain Tout va bien ! The Kids Are All Right (2010).
The Fosters est une série télévisée américaine diffusée depuis le 3 juin 2013 sur ABC Family, créée par Peter Paige et Bradley Bredeweg, qui raconte l'histoire d'un couple de lesbiennes, Stef Foster, policière, et Lena Adams, proviseure adjointe dans un lycée, mamans de trois enfants (le fils biologique de Stef et de son ancien mari, et deux jumeaux adoptés). Le couple accueille par la suite une adolescente issue d'une famille d'accueil, ainsi que son jeune frère.

### Sexualité
La sexualité lesbienne est multiple et très variée. Toutes les femmes ayant des rapports sexuels avec d'autres femmes - parfois désignées par le sigle FSF - ne se considèrent pas forcément comme lesbiennes.
Elsa Dorlin indique qu'historiquement, la sexualité lesbienne a souvent été considérée comme « non sexuelle », notamment car non liée à la reproduction. Cette infériorisation est liée, pour Sébastien Chauvin et Arnaud Lersch, à l'ontologie sexuelle patriarcale et au statut juridique et économique subordonné des femmes. Néanmoins, la visibilité croissante des pratiques et des identités réelles lesbiennes (sadomasochisme lesbien, sexualité à l'aide d'outils comme les harnais ou les godemichés, identités butch et fem, pratique du drag king, etc.) permet de modifier progressivement cette vision.
Léontin Lacombe note que très peu d'écrits historiques concernent les pratiques érotiques lesbiennes, de par la non publication, la censure, la perte des documents, les termes cryptiques utilisés et la sous-représentation globale des écrits féminins. La sexualité lesbienne reste soumise au regard masculin hétérosexuel et à une forte fétichisation.
Comme d'autres pratiques sexuelles, les pratiques sexuelles lesbiennes peuvent mener à la transmission d'infections sexuellement transmissibles. Dans une enquête française réalisée en 2000, la fréquence de ces infections au cours de la vie chez les femmes ayant eu des rapports homosexuels est similaire aux autres femmes (une fois ajustés d'autres facteurs).

### Séparatisme
Le lesbianisme séparatiste est un courant à l'intersection du féminisme séparatiste (en) et du lesbianisme politique qui promeut et fait vivre des communautés autonomes composées exclusivement de lesbiennes. Il vise à la fois à offrir un meilleur mode de vie aux lesbiennes qui le rejoignent, en leur permettant d'échapper à l'hétérosexualité comme système politique et à l'émergence d'une culture lesbienne autonome, tel que la womyn's music.
Prenant souvent la forme de petites communautés rurales, le lesbianisme séparatiste, essentiellement pratiqué par des lesbiennes blanches, a été critiqué par des lesbiennes noires en raison de son incapacité à adopter une pratique intersectionnelle.

## Culture
La culture lesbienne est caractérisée par un échappement au regard masculin, en particulier dans la littérature, à la lutte contre l'invisibilisation des lesbiennes et à des échanges avec la culture LGBT. Elle s'exprime à la fois dans les productions culturelles telles que la littérature, la musique, la télévision, la mode ou le drag, mais aussi dans les lieux de socialités comme les bars lesbiens et les associations sportives.

## Militantisme

### Journée de la visibilité lesbienne

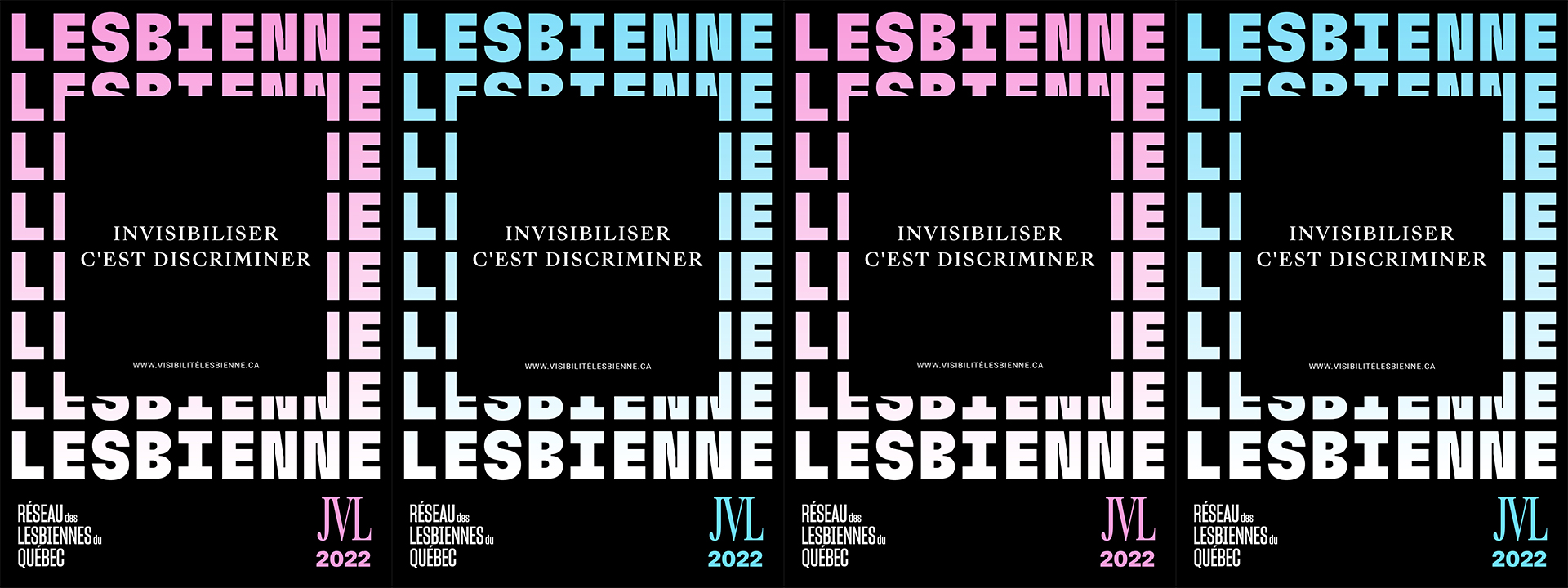
Visuel de 2022 réalisé pour fêter les 40 ans de la journée de visibilité lesbienne au Canada.

La Journée de la visibilité lesbienne, aussi appelée journée de visibilité lesbienne, désigne un ensemble de journées célébrées à différentes dates de par le monde et qui visent à célébrer l'identité, l'histoire et la culture lesbienne, de mettre en avant des modèles lesbiens et de lutter contre la lesbophobie et notamment l'effacement des lesbiennes. Originaire du Canada, elle se célèbre généralement le 26 avril.

### Marches lesbiennes

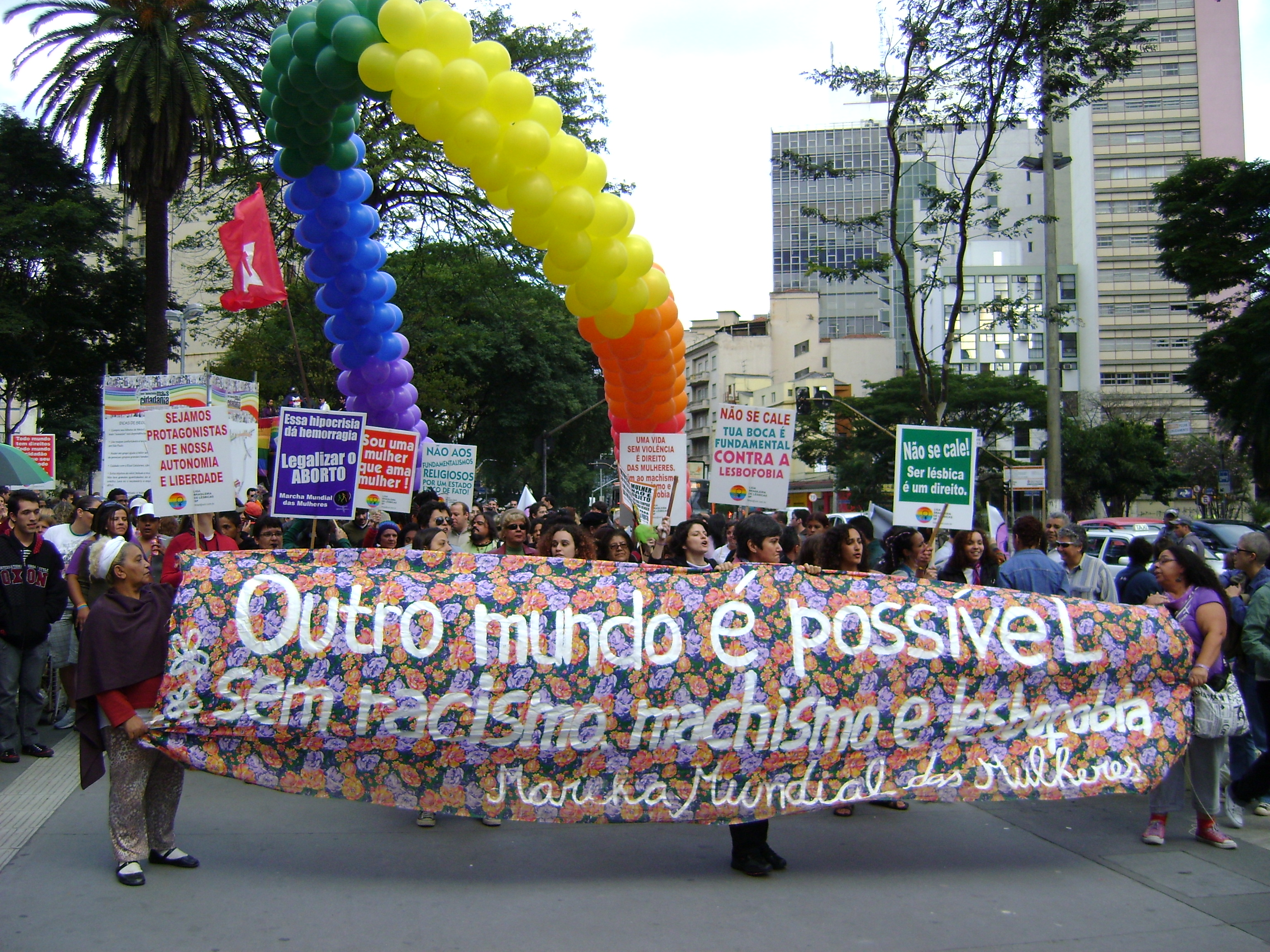
Marche lesbienne de 2009 à São Paulo : « un autre monde est possible, sans racisme, machisme ni lesbophobie ».

Des marches lesbiennes voient le jour en 1980 à Paris, France, sous l'initiative des lesbiennes de Jussieu et l'année suivante à Vancouver au Canada, en mai 1981. Environ 200 personnes qui participaient à la cinquième Conférence binationale des lesbiennes ont défilé dans les rues du centre-ville en scandant « Regardez par ici, regardez par là-bas, les lesbiennes sont partout ! ».
Lassées d'œuvrer aux causes LGBT+ et féministes sans que celles-ci n'incluent les lesbiennes, alors que leurs propres luttes ne sont pas médiatisées, les Lesbian Avengers pensent une marche exclusivement lesbienne et créent la première Dyke March en avril 1993, durant la marche des fiertés de Washington,. Plus de 20 000 femmes participent à la manifestation.
Si certaines marches lesbiennes sont autonomes, d'autres font partie du collectif des Dyke March ou sont conjointes à la marche mondiale des femmes.

### Rapports avec le mouvement LGBTQIA+
Pour Anne et Marine Rambach, « la première cause de la colère, de la mise à l'écart, et de la création de milieux strictement lesbiens, est la misogynie qui s'observe dans le milieu gai comme ailleurs ». Elles citent notamment le mépris, le paternalisme, l'indifférence, et la sous-représentation des sujets lesbiens dans la presse gay et lesbienne. Au contraire, d'autres lesbiennes considèrent que le mouvement lesbien séparé du reste du mouvement LGBTQIA+ est une forme de politique de l'identité qui dessert tout le monde en rendant moins efficace la lutte contre l'homophobie.
Anne et Marine Rambach poursuivent leur analyse en déclarant que l'acte fondateur du militantisme pour une lesbienne, c'est de choisir entre s'impliquer dans le mouvement LGBTQIA+ ou le mouvement uniquement lesbien. En particulier, les lesbiennes se sont très fortement impliquées dans la lutte contre le sida, notamment en donnant leur sang ou en étant nombreuses dans les associations telles qu'Act-Up.

### Rapports avec le féminisme
Dès les années 1970, le mouvement lesbien s'autonomise du mouvement féministe : en effet, bien que les lesbiennes soient nombreuses dans les mouvements féministes, ceux-ci les rejettent aux États-Unis, notamment dans une tactique de politique de la respectabilité. Dans d'autres pays à cette époque, comme au Canada ou en France, le lesbianisme n'est pas vu comme une pratique sociale n'ayant pas besoin d'être politisée et pouvant potentiellement rompre l'unité du mouvement des femmes.
Dans La Pensée straight, Monique Wittig introduit en 1978 l'analyse de l'hétérosexualité comme une forme de rapport social oppressif ; ce texte constitue le point de départ du lesbianisme radical, courant de pensée issu du féminisme matérialiste. Le lesbianisme radical s'autonomise face au féminisme d'alors, qui continue à ne voir dans l'hétérosexualité qu'une pratique.

### Lesbianisme politique, lesbianisme radical
Le lesbianisme politique commence à exister à la fin des années 1960 au sein de la seconde vague des féministes radicales, comme un moyen de combattre le sexisme et l'hétérosexualité comme construction sociale. Sheila Jeffreys aide à développer le concept quand elle écrit, au sein du Leeds Revolutionary Feminist Group, dans l'essai Love Your Enemy? The Debate Between Heterosexual Feminism and Political Lesbianism,. Les autrices y affirment que les femmes devraient arrêter de soutenir l'hétérosexualité et les lectrices à se débarrasser des hommes « dans [leurs] lits et dans [leurs] têtes ».
À la fin des années 1980, Monique Wittig et Adrienne Rich théorisent le lesbianisme politique en France dans leurs essais La Pensée straight et La Contrainte à l'hétérosexualité. Elles y font une critique de l'hétéronormativité comme structure originelle d'où découle le sexisme, ainsi que des institutions qui en découlent, comme le mariage et la famille traditionnelle.
Dans le lesbianisme politique, le comportement hétérosexuel est vu comme la fondation de la structure politique patriarcale : les lesbiennes qui refusent les relations hétérosexuelles combattent directement le système politique du patriarcat.
Toutes les lesbiennes ne se reconnaissent pas dans le lesbianisme politique, certaines trouvant que ce courant désexualise les lesbiennes en évacuant la question du désir entre femmes.

### Organisations
Le Cercle saphique de Madrid est fondé en 1916 par l'artiste Victorina Durán et disparait du fait du régime de l'Espagne franquiste.
En 1974, le Lesbian Movement (en) ouvre ses portes au Danemark, marquant le renouveau des organisations lesbiennes en Europe. Le Colectiva Lésbica Ayuquelén (es) est fondé en 1984 au Chili et devient une force de lutte contre la dictature de Augusto Pinochet. En 1989 naît l'Organisation suisse des lesbiennes en Suisse. La Coordination lesbienne en France naît en mai 1997, un an après le Réseau des lesbiennes du Québec.
D'autres groupes sont beaucoup plus récents, comme le Centre de solidarité lesbienne du Canada constitué en 2008.
Des groupes internationaux existent, tels que l'International Lesbian Information Service, ainsi que des groupes destinés à des sous-groupes de lesbiennes comme l'Asian Lesbian Network en Suisse. Certains encore sont très locaux, comme l'Atlanta Lesbian Feminist Alliance (en) fondée à Atlanta en 1972.

## Conditions de vie

### Lesbophobie

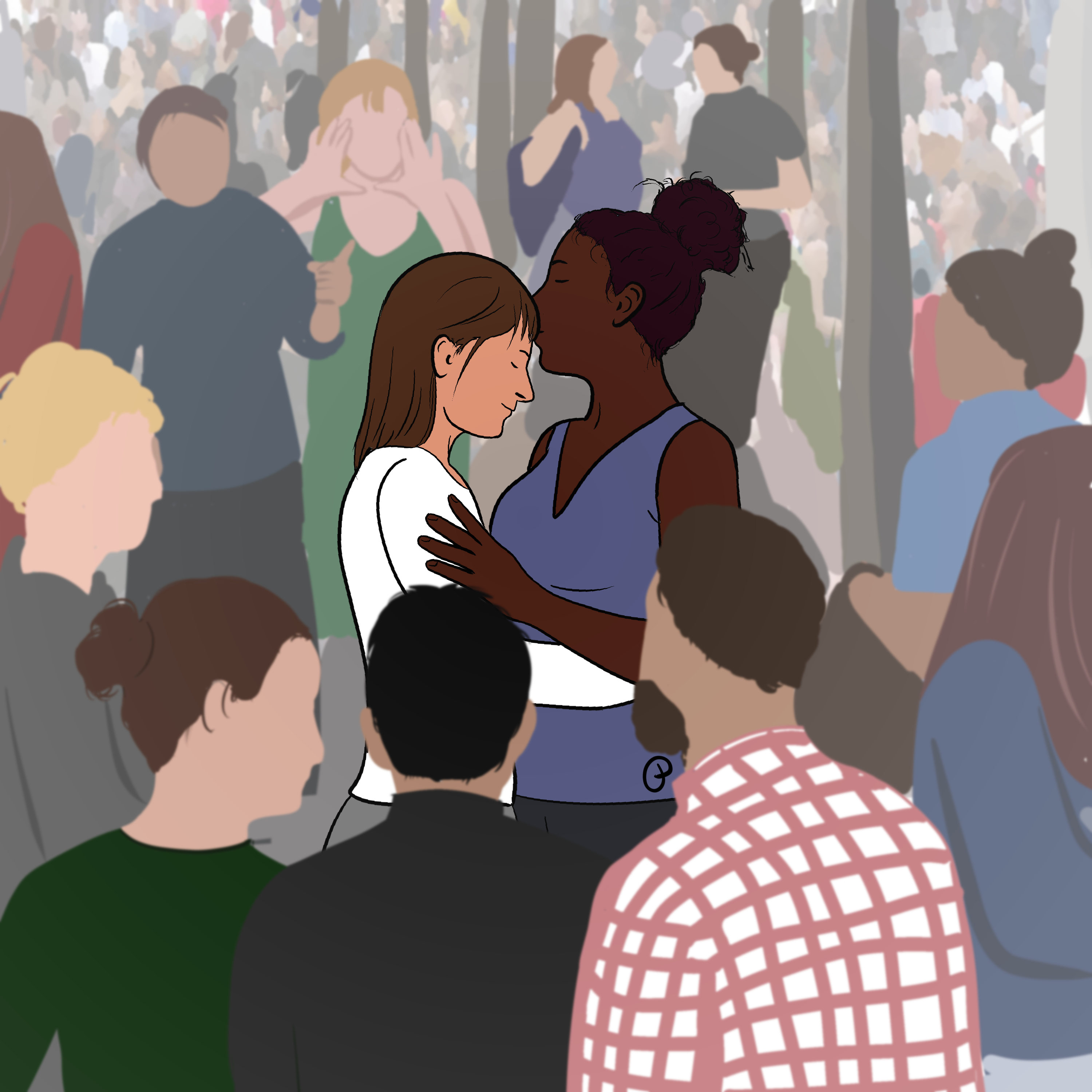
Le harcèlement de rue est une forme fréquente de lesbophobie.

La lesbophobie est la stigmatisation sociale à l'égard des personnes lesbiennes ou considérées comme telles.
Les contours de ce concept, forgé à la fin des années 1990 par des militantes lesbiennes, continuent à être redéfinis à mesure qu'avancent les différentes études portant sur cette discrimination.
Elle peut prendre plusieurs formes, dont la plus anciennement identifiée est l'effacement social des lesbiennes et la présomption d'hétérosexualité pour les femmes, mais aussi des pratiques discriminatoires sociales et légales, des représentations caricaturales ou fétichisantes et des violences verbales, physiques et sexuelles.
La lesbophobie rend plus difficile pour les lesbiennes de vivre leur homosexualité, au point où certaines d'entre elles retournent à une vie hétérosexuelle pour échapper aux violences. Celles qui vivent leur lesbianisme le font avec plus ou moins d'autocensure et d'isolement, et la lesbophobie a des conséquences sur leurs réussites professionnelles ainsi que leur santé mentale et physique.
Après un travail militant de reconnaissance de la lesbophobie, des manières spécifiques de lutter contre cette oppression commencent à se mettre en place.

### Santé

#### Santé physique
Beaucoup de lesbiennes s'identifiant en tant que telles n'estiment pas nécessaire de consulter un médecin parce qu'elles ne s'adonnent pas à des relations hétérosexuelles et n'ont pas besoin de contraception, ce qui est le facteur qui pousse la plupart des femmes à voir un gynécologue lorsqu'elles commencent à avoir des relations sexuelles. De ce fait, beaucoup de lesbiennes ne procèdent pas régulièrement à des frottis vaginaux de dépistage. Les lesbiennes considèrent également courir moins de risques de contracter des IST ou des cancers touchant les organes reproducteurs. Aux États-Unis, l'absence d'assurance maladie lorsque les employeurs ne proposent pas de prestations de santé aux simples concubins, est un facteur additionnel qui incite les lesbiennes à négliger le dépistage médical.
Lorsque les femmes consultent effectivement un médecin, ceux-ci omettent souvent d'établir une anamnèse complète. Lors d'une étude récente portant sur 2 345 femmes lesbiennes et bisexuelles, seulement 9,3 % d'entre elles ont déclaré avoir été interrogées par un médecin sur leur orientation sexuelle. Un tiers des participantes pensaient que faire part de leurs antécédents sexuels provoquerait une réaction négative, et 30 % avaient effectivement fait face à une réaction négative de la part d'un médecin après qu'elles avaient révélé leur homo - ou bisexualité. Un récit exhaustif des antécédents de la patiente aide les professionnels de santé à détecter d'éventuels risques et corrige les idées reçues sur le passé intime des femmes. Lors d'un sondage similaire effectué sur un échantillon de 6 935 lesbiennes, 77 % d'entre elles ont déclaré avoir eu des relations sexuelles avec un ou plusieurs partenaires masculins, dont 6 % au cours de l'année précédente,.
Selon le département de la Santé et des Services sociaux des États-Unis, les maladies cardiaques sont la première cause de mortalité pour l'ensemble de la population féminine. Le tabagisme et l'obésité, deux des facteurs qui augmentent le risque de maladie cardiaque, sont plus répandus chez les lesbiennes. Des études ont montré que les lesbiennes ont un indice de masse corporelle plus élevé, et se préoccupent globalement moins de leur poids que les femmes hétérosexuelles, bien qu'elles soient plus susceptibles de pratiquer une activité physique régulière. Des recherches approfondies sont nécessaires afin de déterminer les causes spécifiques de l'obésité chez les lesbiennes,.
L'absence de distinction entre femmes lesbiennes et hétérosexuelles dans le cadre des études médicales portant sur les questions de santé féminine fausse les résultats aussi bien pour les femmes lesbiennes que non-lesbiennes. Les rapports sur la fréquence de cancer du sein chez les lesbiennes n’apportent aucune réponse claire. Il a néanmoins été déterminé que le faible nombre de lesbiennes qui procèdent à des frottis vaginaux réguliers rend plus difficile chez elles la détection précoce du cancer du col utérin. Les lesbiennes présentent des risques plus élevés de développer un cancer ovarien que les femmes hétérosexuelles, possiblement en raison de l'absence chez nombre d'entre elles des facteurs de protection tels que la grossesse, l'avortement, la prise de pilules contraceptives, l'allaitement et les fausses couches.

#### Santé mentale

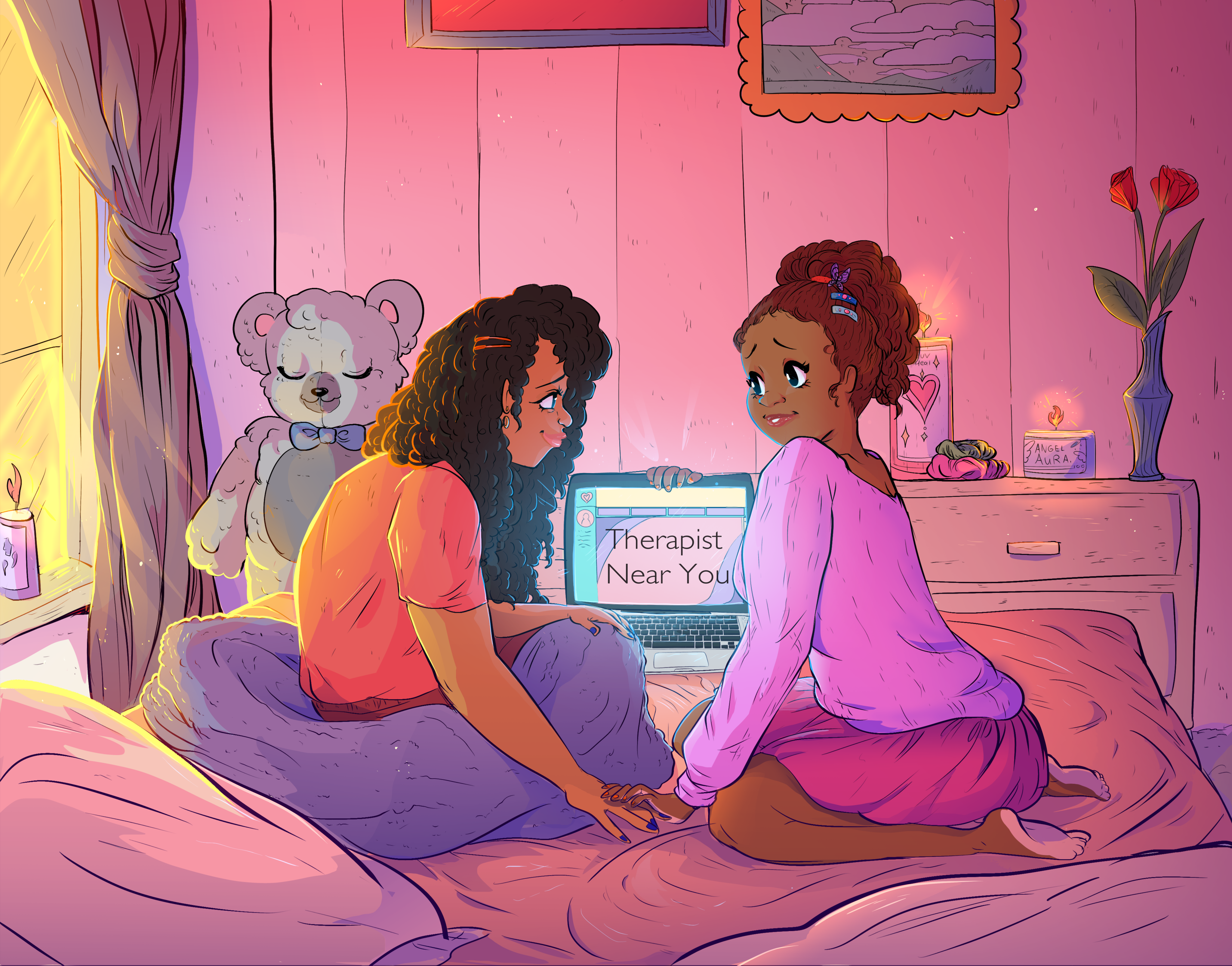
Le racisme est un facteur aggravant de la santé mentale des lesbiennes, en particulier de leur risque de développer une dépression.

Depuis les premières descriptions de l'homosexualité dans la littérature médicale, celle-ci a souvent été abordée d'un point de vue cherchant à y associer une cause psychopathologique profonde. Nombre de textes médicaux portant sur la santé mentale chez les lesbiennes se sont focalisés sur la fréquence de la dépression, de la toxicomanie et du suicide au sein de cette population. Bien que ces problèmes existent chez les lesbiennes, il s'est opéré un glissement dans le débat sur leurs causes après que l'homosexualité fut retirée du DSM-II en 1973. Il semble que ce soit l'ostracisme social, la discrimination juridique, l’internalisation de stéréotypes négatifs et le faible nombre de structures de soutien qui constituent les facteurs auxquels les homosexuels sont confrontés dans les sociétés occidentales, et qui affectent souvent leur santé mentale. Les femmes se considérant comme lesbiennes rendent compte d'un sentiment de différence notable et de mise à l'écart durant l'adolescence ; ces émotions sont reconnues comme apparaissant en moyenne à l'âge de 15 ans chez les lesbiennes et 18 ans chez les femmes qui se considèrent comme bisexuelles. Dans l'ensemble, les femmes ont tendance à développer par elles-mêmes leur conception de leur identité propre, ne la partageant éventuellement qu'avec d'autres femmes dont elles se sentent proches. Les femmes ne dévoilent également leur identité sexuelle qu'à un nombre restreint de personnes, et considèrent plus souvent le fait d'être lesbienne comme un choix, contrairement aux gays, qui manifestent leur identité plus ouvertement et voient le fait d'être gay comme ne relevant pas de leur contrôle.
Les troubles anxieux et la dépression sont les problèmes de santé mentale les plus courants chez les femmes. Il a été montré que la dépression est sensiblement aussi fréquente chez les lesbiennes que chez les femmes hétérosexuelles. Ce problème prend de l'ampleur parmi les femmes qui estiment devoir dissimuler leur orientation sexuelle à leurs amis et leur famille, qui font l'objet de discrimination ethnique ou religieuse aggravée, ou sont confrontées à des difficultés relationnelles sans possibilité de soutien. En 1994, lors d'un sondage portant sur les questions de santé chez les lesbiennes, plus de la moitié des participantes ont déclaré avoir des idées suicidaires, et 18 % avaient déjà fait une tentative de suicide.
Une étude de population menée par le National Alcohol Research Center a démontré que les femmes se considérant comme lesbiennes ou bisexuelles ont moins tendance à rester sobres. Les femmes lesbiennes et bisexuelles sont plus susceptibles de rencontrer des problèmes d'alcool, ainsi qu’une insatisfaction face aux programmes de désintoxication. De nombreuses communautés lesbiennes se rassemblent dans des bars, et la consommation d'alcool est une activité qui va de pair avec l'intégration à la communauté des lesbiennes et des bisexuelles.

### Conditions économiques
Dans les pays occidentaux, les lesbiennes sont plus pauvres que les hommes, qu'ils soient gays ou hétéros, mais 9 % plus riches que les femmes hétéros. Cette différence varie toutefois fortement entre les pays : +20 % aux États-Unis, +15. % au Canada, 0 % en France et en Suède, mais -8 % en Grèce et -28 % en Australie.
Plusieurs facteurs expliquent cette différence : la propension des employeurs à considérer que les lesbiennes sont de meilleures salariées que les autres femmes, car elles seraient selon eux plus capables de s'intégrer à un environnement masculin et à faire des heures supplémentaires ; une différence de mentalité, les lesbiennes investissant plus la sphère professionnelle plutôt que de se projeter comme revenu d'appoint auprès d'un homme aux ressources plus élevées ; un nombre moins élevé d'enfants, qui laisse plus de temps au travail ; enfin, une organisation différente des tâches ménagères, qui permet à chacune de poursuivre librement sa carrière.
Cet avantage n'existant pas pour les lesbiennes qui ont auparavant vécues avec un homme, cela confirme la dernière hypothèse.
Enfin, un revenu plus élevé ne se traduit pas forcément par un pouvoir d'achat plus important, en raison de la double taxe rose ainsi que de l'existence de dépenses spécifiques, certes liées à des privilèges économiques, dont les coûts élevés liés le cas échéant à une démarche de procréation médicalement assistée.

### Droits
Outre les droits communs à toutes les personnes homosexuelles à savoir la protection contre la discrimination et les violences, la reconnaissance légale des couples, notamment via le mariage, les lesbiennes sont dans une situation spécifique concernant leur accès à la parentalité, notamment via la possibilité ou non d'avoir accès à des techniques de procréation médicalement assistée en tant que couple de femmes, l'anonymat ou non du donneur de sperme, et l'accès à la technique de réception d'ovocytes de la partenaire.

## Représentations

### Visibilité
En Espagne, Anna Maria Martínez Sagi, pionnière du sport féminin et compagne de l'artiste Elisabeth Mulder, est la première femme dirigeante du FC Barcelone sous la Seconde République en 1934.
En France, Amélie Mauresmo, dans le domaine du tennis, ouvre la voie dès 1999.
Depuis, d'autres sportives, comme Laura del Río, et dans des circonstances catastrophiques, Eudy Simelane, portent le flambeau de la lutte contre les discriminations envers les lesbiennes.
Ellen DeGeneres, présentatrice de télévision américaine, est une figure de la visibilité de l'homosexualité féminine, avec son épouse, l'actrice Portia de Rossi.

### Arts visuels
Le thème du lesbianisme a donné lieu à de nombreuses peintures, miniatures, sculptures, céramiques, mosaïques et vitraux.

#### Antiquité

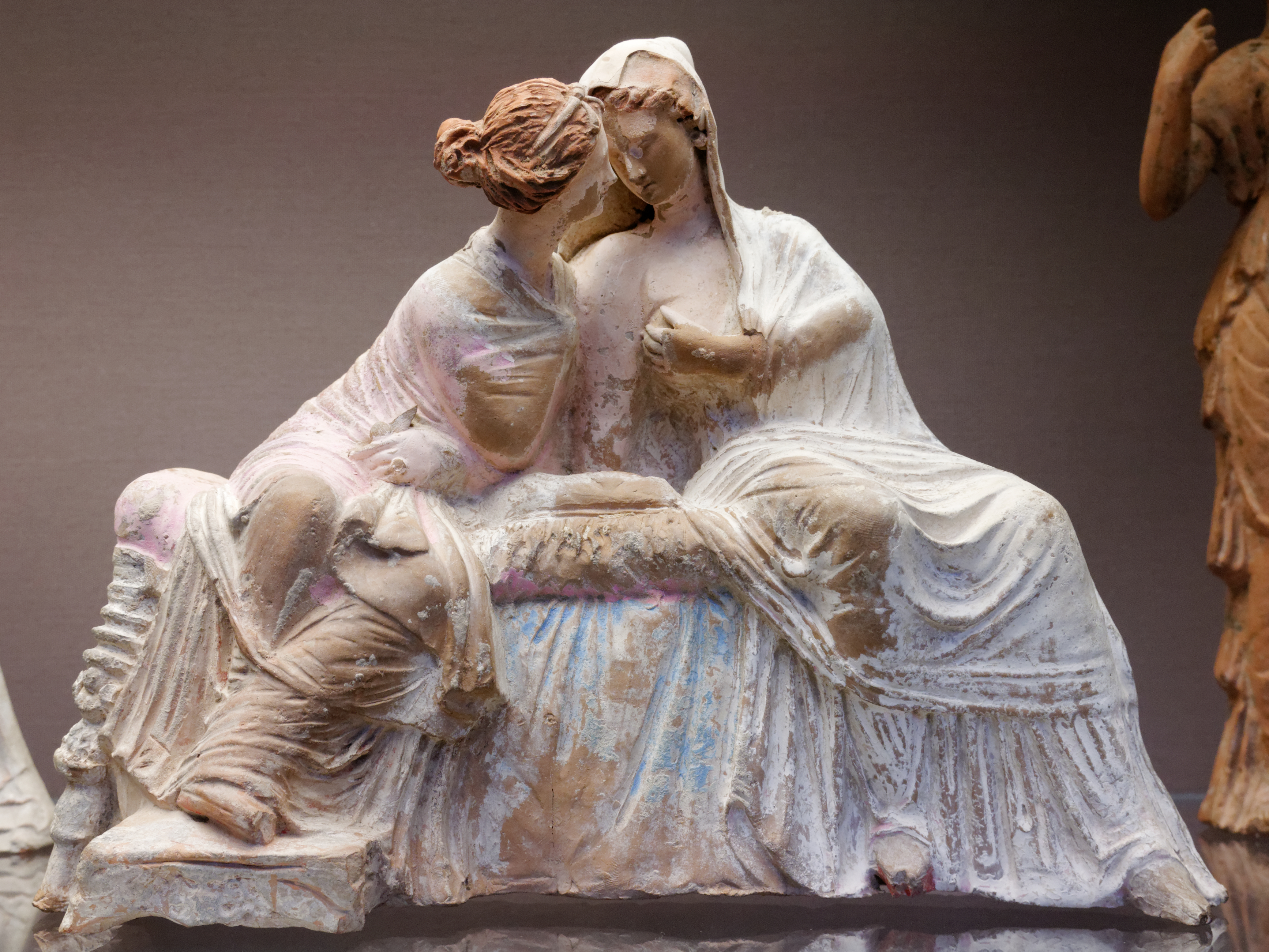
Groupe de deux femmes, terre cuite du, conservé au British Museum.

D'après Gabriele Meixner, 90 % des représentations de couples homosexuels dans les découvertes archéologiques entre le XIIe et le VIe siècle av. J.-C. concernent des couples de femmes.
Des couples de femmes sont représentés dans la céramique grecque, par exemple dans l'assiette de Théra représentant un échange de couronnes en se touchant le menton, symbolique d'une relation amoureuse, ou dans Femme nue en caresse une autre (elle tend un vase de parfum), une coupe athénienne de 510 av. J.-C. conservée au musée archéologique de Tarquinia.
En 1890 sont découvertes dans les nécropoles de Myrina et Tanagra des statuettes représentant des femmes. Elles sont interprétées à l'époque comme une mère et sa fille, voire comme Déméter et Perséphone, quand Marie-Jo Bonnet y voit plutôt des couples amoureux.

#### Peinture

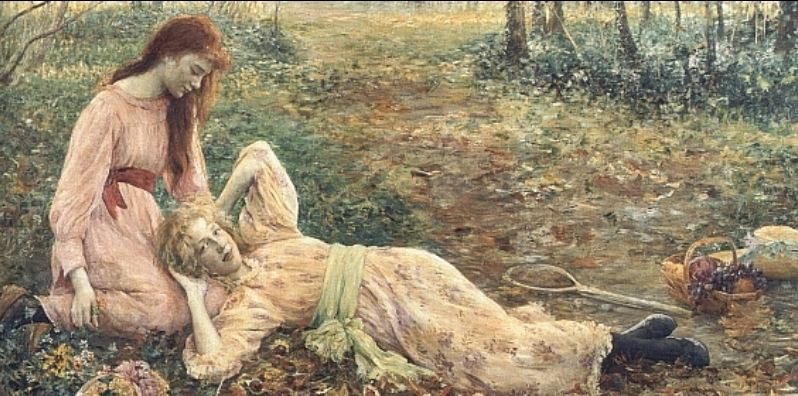
Gamines de Louise Catherine Breslau (1890).

À la fin du XIXe siècle, des peintres masculins choisissent le thème pour certaines de leurs œuvres (Le Sommeil de Gustave Courbet en 1866, Les Deux Amies de Toulouse-Lautrec en 1895).
Néanmoins, des peintres femmes s'emparent du sujet de façon plus personnelle.
Ainsi, la peintre allemande Louise Catherine Breslau représente le couple qu'elle forme avec l'écrivaine Madeleine Zillhardt dans leur intimité, notamment dans les chefs-d'œuvre La Vie pensive et Contre-jour, exposés au Musée des Beaux-Arts de Berne, en Suisse.
Louise Catherine Breslau signe également des tableaux représentant des couples féminins, comme l'iconique Gamines en 1890. Cette œuvre est achetée par le gouvernement français.

### Œuvres audiovisuelles
Dans le film Mulholland Drive de David Lynch (2001) les deux personnages principales (Rita et Betty) vivent une courte histoire d'amour lesbienne. Le couple va ensuite essayer de découvrir les mystères qui se sont déroulés à Mulholland Drive.
But I'm A Cheerleader de Jamie Babbit (1999) est une comédie dramatique américaine culte dans la communauté lesbienne qui suit avec énormément d'humour satirique Megan, une pom-pom girl très cliché qui va être envoyé dans un camp de thérapie pour « soigner son homosexualité ». Elle va donc découvrir et explorer son homosexualité dans ce camp qui ne soigne absolument rien.

#### Cinéma
- Free Love
- Naissance des pieuvres
- La Vie d'Adèle : Chapitres 1 et 2
- Les Filles du botaniste
- Kyss mig
- Carol
- Mademoiselle
- La Favorite
- Olivia
- Portrait de la jeune fille en feu
- Tell It to the Bees
- Elisa et Marcela
- But I'm a Cheerleader
- La Belle Saison
- I Can't Think Straight
- Petite Amie
- Embrasse-moi !
- Tout va bien ! The Kids Are All Right
- Désobéissance
- Imagine Me and You
- Marions-nous !
- Saving face
- A Perfect Ending
- Loving Annabelle
- Elena Undone
- Bound
- When Night Is Falling
- Bloomington
- Better Than Chocolate
- And Then Came Lola
- Gazon maudit
- The Prodigies
- The World Unseen
- Mulholland Drive
- Rebelles
- D.E.B.S
- Habitación en Roma
- Cracks
- Below Her Mouth
- Duck Butter
- Teenage Cocktail
- Baise-moi
- Jeunes Filles en uniforme
- Les Coming Out
- Eloïse
- Les Amours d'Anaïs
- Violette
- Reaching for the Moon

#### Télévision
- The L Word[p 26]
- Buffy contre les vampires[p 27]
- Au fil des jours[p 28],[p 29]
- Snowpiercer[p 30]
- Lip Service[p 31]
- The L Word: Generation Q[p 32]
- Gypsy[p 33]
- Orange Is the New Black[p 34]
- Toi, moi et elle
- Sense8
- Orphan Black
- Faking It
- The Fosters
- Batwoman
- Everything Sucks!
- Atypical
- Wynonna Earp
- Wentworth
- Legends of Tomorrow
- South of Nowhere
- Sugar Rush
- Gentleman Jack
- SPLIT (france.tv slash)
- A League of Their Own (Amazon Prime Video)

- Yellowjackets

### Littérature
En France, le nom de Violette Leduc occupe une place singulière dans la littérature classique pour avoir donné une voix au désir féminin, en particulier au désir lesbien, dans une époque largement menacée par la censure. Avec L'Affamée (1948), elle évoque sa passion dévorante pour Simone de Beauvoir, un amour brulant qui n'aura aucun retour, dépeint aussi crument que tendrement. Ce roman connaitra une adaptation au cinéma, sous le nom de Violette (film), un film réalisé par Martin Provost.
Dans Thérèse et Isabelle (1954, publié intégralement bien plus tard), c'est l’éveil des sens et l’amour initiatique entre deux adolescentes que décrit cette fois Violette mais d'autres de ses œuvres font références au lesbianisme sans pour autant en faire un thème central.
Par son style lyrique, Violette Leduc a ouvert la voie à une littérature de la subjectivité féminine et du lesbianisme, affirmant la légitimité de ces expériences au sein des lettres françaises.
À partir de la fin des années 1970, des enquêtrices ouvertement lesbiennes prennent place dans la littérature criminelle (ou polar). Ces personnages prennent, la plupart du temps, vie à travers la plume d'autrices, elles-mêmes lesbiennes : « Kat Guerrera, personnage de Mary F. Beal dans Angel Dance (1977), fut ainsi la première héroïne lesbienne d’un polar. Dans le monde anglo-saxon, toujours précurseur, Eve Zaremba, Sandra Scoppettone, Katherine V. Forrest, Vicki P. McConnell, Mary Wings, Barbara Wilson, Val McDermid, Stella Duffy sont quelques autres grandes écrivaines de littérature criminelle donnant une place importante au lesbianisme. »

### Musique

#### Francophones
- Grandiose - Pomme (chanteuse)
- On brûlera - Pomme (chanteuse)
- 2019 - Pomme (chanteuse)
- Ruisseau bleu - Anne Sylvestre
- La saisonneraie - Barbara
- Ta reine - Angèle (chanteuse)
- Lola (chanson de Superbus)
- Popcorn salé - Santa (chanteuse)
- Amour Censure - Hoshi (chanteuse)
- Les filles Désir - Vendredi sur Mer
- Celles qui aiment elles - Marie-Paule Belle
- Une femme avec une femme - Mecano
- Tu Préfères Rebeka Warrior - ThelmA
- Mon amoureuse - Mansfield.TYA, Rebeka Warrior, Carla Pallone
- Sèment - ERELL

#### Anglophones
- LUNCH - Billie Eilish
- We fell in love in october - Girl in Red
- I wanna be your girlfriend - Girl in Red
- Girls like Girls - Hayley Kiyoko

#### Hispanophones
- Lisa - Young Miko
- Muy Lesbienne - Leslie Barbara Butch
- Por amor al arte - Ivan Guevara
- Mujer contra mujer - Mecano

### Internet
Début 2019, la presse francophone commence à voir paraître des articles qui questionnent l'association du mot « lesbienne » avec des contenus pornographiques sur Internet. À la suite de l'élection de Lori Lightfoot, première maire de Chicago ouvertement lesbienne en avril 2019, la journaliste et membre de l'Association des journalistes LGBT fondée par Alice Coffin, Maelle Le Corre, constate que de nombreux organes de presse préfèrent utiliser « des expressions plus ou moins alambiquées » plutôt que le mot lesbienne. Elle publie dans le média LGBT français Komitid un éditorial dans lequel elle demande : « Qu'est-ce qui cloche avec le mot lesbienne ? ».
En avril 2019, Marie Turcan, rédactrice en chef du site d'actualité Numerama, publie un article intitulé « Pourquoi le mot “lesbienne” sur Google ne renvoie-t-il que vers des sites pornographiques » dans lequel elle démontre le traitement différencié du mot « lesbienne » associé majoritairement à des contenus pornographiques quand le mot « gay » est lui associé à « Wikipédia, des articles de presse, ou des lieux de socialisation gay-friendly ». L'article fait aussi référence à la difficulté que rencontrent les collectifs ou les associations lesbiennes pour créer des profils contenant le mot « lesbienne » sur les réseaux sociaux comme Facebook. Elle relate notamment la censure de la page Facebook de Lesbian Who Tech Paris et du collectif SEOlesbienne, contraints à mal orthographier le mot « lesbienne » pour pouvoir l'utiliser sur ces plateformes.
En juin 2019, durant le Mois des fiertés, et en préparation de la Marche des fiertés, le site Numerama met en évidence dans un nouvel article le paradoxe suivant : Google a ajouté une bannière colorée rendant hommage aux Émeutes de Stonewall lorsque l'on tape l'occurrence « lesbienne » dans son moteur de recherche, mais continue de n'associer le mot qu'à un ensemble de résultats renvoyant vers des sites pornographiques.
Quelques jours après la publication de cet article, la bannière est retirée, mais elle persiste lorsque l'on recherche les termes « gay » ou encore « trans ». C'est à l'occasion de la visite en France du vice-président de Google chargé de la qualité du moteur de recherche, Pandu Nayak, que le site Numerama obtient une réaction officielle de la part de Google, il explique : « Je trouve que ces résultats sont terribles, il n’y a aucun doute là-dessus. […] Nous avons conscience qu’il y a des problèmes comme celui-ci, dans de nombreuses langues et différentes recherches. Nous avons développé des algorithmes pour améliorer ces recherches, les unes après les autres. »
En juillet 2019, Têtu publie un article qui annonce que le mot « lesbienne » ne renvoie plus (tout de suite) vers de la pornographie. L'article insiste sur la joie des activistes, et sur les nouveaux résultats associés : la page Wikipédia lesbienne faisant désormais partie des contenus les mieux référencés quand on recherche le mot « lesbienne » sur Google. Dans un article précédemment publié par Numerama la journaliste Marie Turcan faisait d'ailleurs référence à la modification de la page Wikipédia lesbianisme, qui affichait précédemment une image de deux femmes sur le point de s'embrasser et dont le sous-titre était « femmes mimant une relation lesbienne ». Il est encore possible de consulter cette révision dans l'historique de la page.
De juillet à août 2019, de nombreux articles sont publiés dans le monde,, et font état de la modification de l'algorithme de recherche Google permettant aux utilisateurs et aux utilisatrices de trouver moins de résultats explicitement pornographiques lorsqu'ils tapent le mot « lesbienne » seul dans le moteur de recherche. Au mois de novembre 2019 cette modification algorithmique devient également effective dans l'onglet de recherche vidéo.